# 모미이 가쓰토

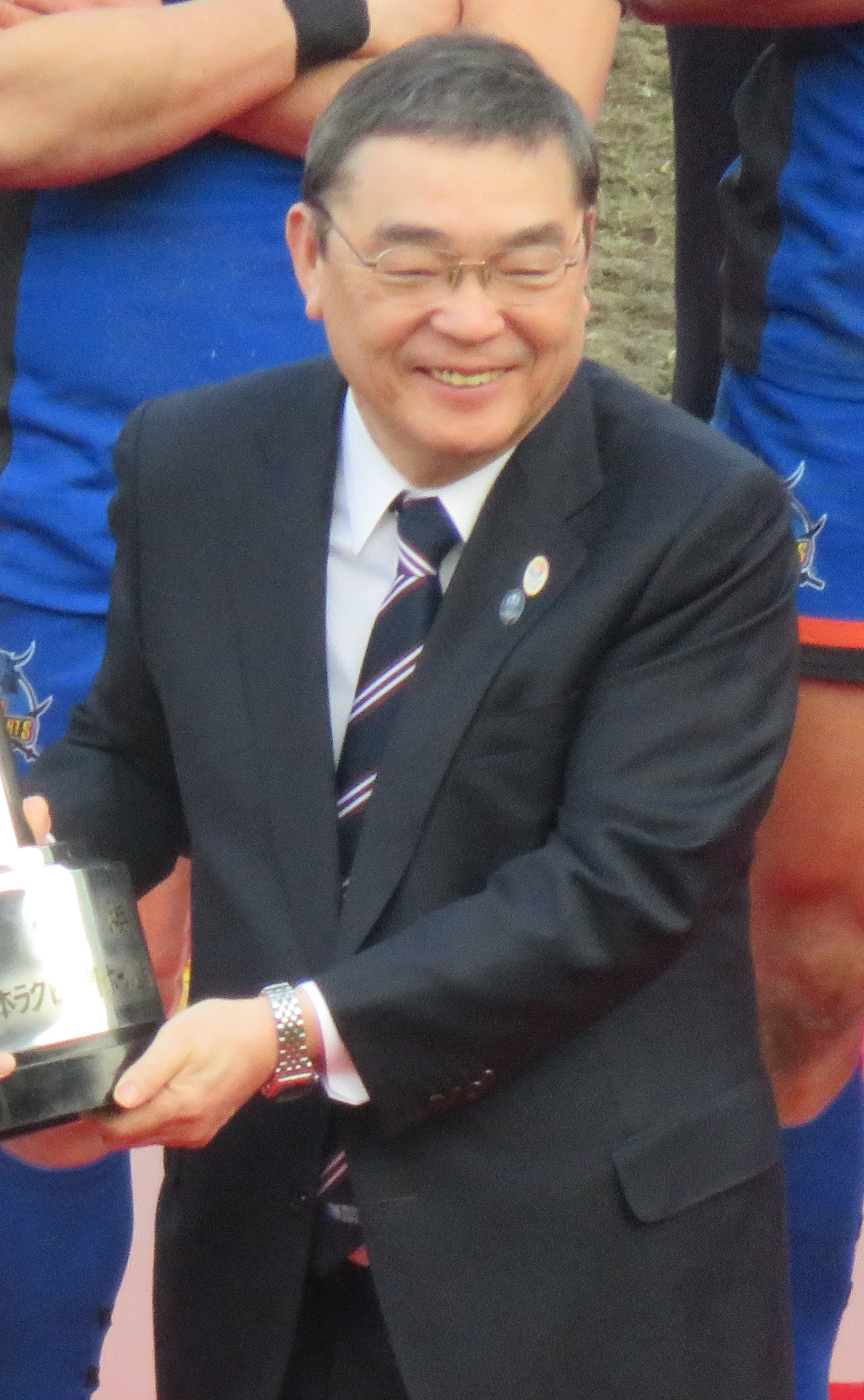
모이미 가쓰토 (2016년)

모미이 가쓰토(일본어: 籾井勝人, 1943년 3월 4일 ~ )는 일본의 사업가로, 일본 방송 협회 (NHK) 제21대 회장이다. 일본 배드민턴 협회 부회장, 아시아 배드민턴 연맹 전 회장이다.